# Scott Frandsen
Scott Frandsen (født 21. juli 1980 i Kelowna, Canada) er en canadisk tidligere roer.
Frandsen vandt sølv i toer uden styrmand ved OL 2008 i Beijing, sammen med David Calder, efter en finale hvor canadierne blev besejret af australierne Duncan Free og Drew Ginn, mens Nathan Twaddle og George Bridgewater fra New Zealand tog bronzemedaljerne. Han deltog også ved OL 2004 i Athen (i otter) og ved OL 2012 i London (i toer uden styrmand).

## OL-medaljer
- 2008:  Sølv i toer uden styrmand